# Lissa (città)
Lissa (in croato Vis) è una città della Croazia appartenente alla regione spalatino-dalmata. La città contava al censimento del 2011 1.920 abitanti, mentre erano 2.844 nel 1982.

## Geografia fisica
La città si trova in posizione riparata nella parte nordorientale dell'isola di Lissa e ne costituisce il capoluogo; assieme all'abitato di Comisa è uno dei due comuni in cui è divisa amministrativamente l'isola.

## Storia

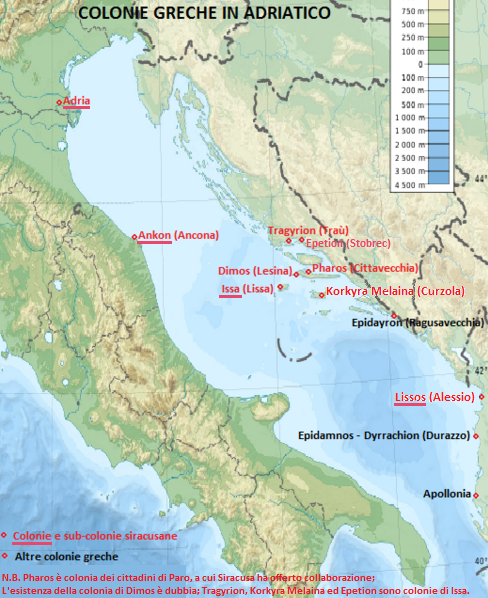
Colonie greche in Adriatico (in rosso quelle siracusane)

### La colonia greca: Issa
La città fu fondata dai Sicelioti (Greci di Sicilia) di Dionisio I, che le diedero il nome di Issa, come colonia della potente Siracusa, nel quadro dell'espansione commerciale in Adriatico promossa dal tiranno siracusano Dionisio I. Insieme ad Issa vennero fondate Ankón (l'attuale Ancona), Adrìa (l'attuale Adria) e Lissos (l'attuale Alessio); si veda la carta a fianco.

### Epoche successive
Lissa appartenne alla Repubblica di Venezia fino al 1797 e vi era molto diffuso il Veneto da mar anche durante l'occupazione napoleonica.
Una parte degli abitanti di Lissa abbracciò gli ideali del Risorgimento italiano. L'isola venne scelta come base di sbarco per la Marina italiana durante la Battaglia di Lissa nel 1866.
Fino al 1919, una parte dei suoi abitanti era di lingua e cultura italiane. Tra il 1941 ed il 1943 Lissa venne annessa all'Italia e il comune fece parte della Provincia di Spalato del Governatorato della Dalmazia. Dopo la Seconda guerra mondiale quasi tutti i pochi italiani di Lissa se ne sono andati.

## Monumenti e luoghi d'interesse
L'impronta veneta è predominante nell'architettura di Lissa.
La cittadina è divisa in due sobborghi ai lati della baia. Nel sobborgo di Luka (Porto), sorgono le chiese della Madonna del 1500 e di Santo Spirito del XVII secolo, e i palazzi nobiliari Mardessi, Dojmi di Delupis, Tramontana e la fortezza Perasti.
Nel sobborgo di Kut (Cantone), si trovano la chiesa veneta di San Cipriano del XVI secolo e i palazzi Ettoreo, Petris, Iachini e Gazzarri. Fuori della città si trovano i forti inglesi di Fortezza (originariamente forte veneziano) e Wellington.
Il patrono della città è San Giorgio.

## Società

### La presenza autoctona di italiani
È presente una piccola comunità di italiani autoctoni che rappresentano una minoranza residuale di quelle popolazioni italofone che abitarono per secoli la penisola dell'Istria e le coste e le isole del Quarnaro e della Dalmazia, territori che appartennero alla Repubblica di Venezia. La presenza degli italiani a Lissa è drasticamente diminuita in seguito agli esodi che hanno seguito la prima e la seconda guerra mondiale. 
Oggi, secondo il censimento ufficiale croato del 2011, sono presenti pochissimi italiani, lo 0,10% della popolazione complessiva del comune.
Fino alla fine dell'ottocento, la cittadina di Lissa aveva circa la metà di abitanti di lingua e cultura italiana, in maggioranza in passato. L'ultimo podestà italiano fu il medico Lorenzo Dojmi di Delupis (fino al 1866), della celebre famiglia italiana dei Dojmi di Delupis. Con l'arrivo del XIX secolo, gli italiani diminuirono drasticamente e l'elemento croato risultò prevalere in larga maggioranza. L'annessione di Lissa al Regno di Jugoslavia, causò l'esodo degli italiani soprattutto verso Zara e Lagosta annesse al Regno d'Italia. Con la fine della seconda guerra mondiale, molti dei pochi rimasti scelsero la via dell'esilio verso l'Italia, ma anche all'estero.

### Lingue e dialetti
| %      | Ripartizione linguistica (gruppi principali) |
| ------ | -------------------------------------------- |
| 0,36%  | madrelingua bosniaca                         |
| 0,21%  | madrelingua tedesca                          |
| 97,52% | madrelingua croata                           |
| 0,05%  | madrelingua italiana                         |
| 0,41%  | madrelingua serba                            |

## Geografia antropica

### Località
Il comune di Lissa comprende 9 insediamenti (naselja). Tra parentesi il nome in lingua italiana.
| - Dračevo Polje (Dracevo Poglie); - Marinje Zemlje (Terre Mariane); - Milna (Milna di Lissa); - Plisko Polje (Plisco Poglie); - Podselje (Podiseglie); | - Podstražje (Podistrasie); - Rogačić (Rogacich); - Rukavac (Rucavaz); - Vis (Lissa). |

## Economia
Attualmente l'economia della città è basata sull'agricoltura (vigneti); solo recentemente Lissa si è aperta al turismo. Tuttavia, l'emigrazione dalla città verso l'estero e altre località della Croazia ancora non si è interrotta.